# 은평구 갑
서울 은평구 갑은 대한민국의 국회의원 선거구이다. 서울특별시 은평구 일부 지역을 관할한다. 현 지역구 국회의원은 더불어민주당의 박주민이다.

## 역사
1988년 대한민국 제13대 국회의원 선거를 앞두고 신설되었다. 신설 당시 은평구의 녹번동, 응암동, 신사동, 증산동, 수색동이 '은평구 갑'으로 명명되고, 나머지 불광동, 갈현동, 구산동, 대조동, 역촌동, 진관동은 '은평구 을'로 명명되었다. 
이후 신사동이 신사1,2동으로 분동되었으며 응암4동이 응암3동으로 통합되는 행정구역 변화가 있었다.
2016년 대한민국 제20대 국회의원 선거를 앞두고 은평구 을에 속해있던 역촌동이 은평구 갑으로 편입되었다.

## 관할 구역
| 대수      | 관할 구역                                                                                       |
| --------- | ----------------------------------------------------------------------------------------------- |
| 13대      | 은평구 녹번동, 응암제1동, 응암제2동, 응암제3동, 신사동, 증산동, 수색동                          |
| 14대~18대 | 은평구 녹번동, 응암제1동, 응암제2동, 응암제3동, 응암제4동, 신사제1동, 신사제2동, 증산동, 수색동 |
| 19대      | 은평구 녹번동, 응암제1동, 응암제2동, 응암제3동, 신사제1동, 신사제2동, 증산동, 수색동            |
| 20대~현재 | 은평구 녹번동, 응암제1동, 응암제2동, 응암제3동, 역촌동, 신사제1동, 신사제2동, 증산동, 수색동    |

## 역대 국회의원
| 선거   | 정당 | 정당           | 의원   |
| ------ | ---- | -------------- | ------ |
| 1988년 |      | 민주정의당     | 오유방 |
| 1992년 |      | 민주당         | 손세일 |
| 1996년 |      | 새정치국민회의 | 손세일 |
| 2000년 |      | 한나라당       | 강인섭 |
| 2004년 |      | 열린우리당     | 이미경 |
| 2008년 |      | 통합민주당     | 이미경 |
| 2012년 |      | 민주통합당     | 이미경 |
| 2016년 |      | 더불어민주당   | 박주민 |
| 2020년 |      | 더불어민주당   | 박주민 |
| 2024년 |      | 더불어민주당   | 박주민 |

## 역대 선거 결과

### 대한민국 제13대 국회의원 선거
|  | 31.80% |

|  | 30.19% |

|  | 24.50% |

|  | 9.90% |

|  | 2.21% |

|  | 0.86% |

|  | 0.50% |

### 대한민국 제14대 국회의원 선거
|  | 39.77% |

|  | 36.39% |

|  | 17.93% |

|  | 5.90% |

### 대한민국 제15대 국회의원 선거
|  | 38.86% |

|  | 35.73% |

|  | 12.29% |

|  | 9.40% |

|  | 2.19% |

|  | 1.51% |

### 대한민국 제16대 국회의원 선거
|  | 43.45% |

|  | 37.73% |

|  | 6.91% |

|  | 4.57% |

|  | 3.79% |

|  | 3.52% |

### 대한민국 제17대 국회의원 선거
|  | 51.78% |

|  | 34.45% |

|  | 7.36% |

|  | 3.44% |

|  | 2.47% |

|  | 0.47% |

### 대한민국 제18대 국회의원 선거
|  | 45.82% |

|  | 36.77% |

|  | 9.36% |

|  | 3.70% |

|  | 2.78% |

|  | 0.78% |

|  | 0.76% |

### 대한민국 제19대 국회의원 선거
|  | 49.05% |

|  | 41.46% |

|  | 5.21% |

|  | 4.25% |

### 대한민국 제20대 국회의원 선거
|  | 54.93% |

|  | 40.88% |

|  | 4.18% |

### 대한민국 제21대 국회의원 선거
|  | 64.29% |

|  | 33.94% |

|  | 1.15% |

|  | 0.60% |

### 대한민국 제22대 국회의원 선거
|  | 60.78% |

|  | 39.21% |

## 같이 보기
- 대한민국의 국회의원 선거구 목록